# Augustinermuseum

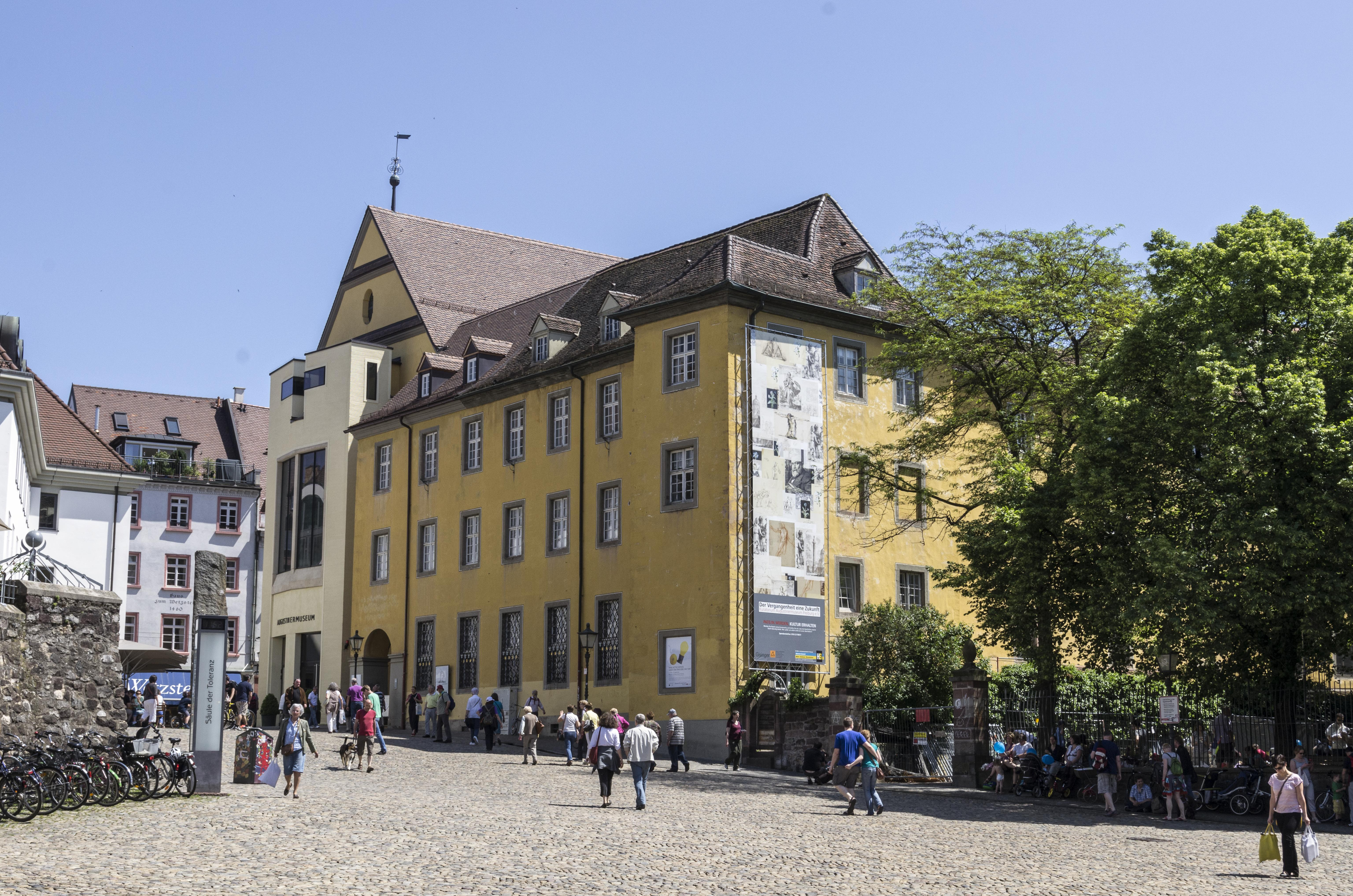
L' Augustinermuseum

L’Augustinermuseum è un museo localizzato nella parte antica della città di Friburgo in Brisgovia, nel sud-ovest della Germania. Si tratta di uno dei musei più importanti del Baden-Württemberg.  La sua collezione comprende opere artistiche del Medioevo, Rinascimento, Barocco e dipinti del XIX secolo. Conserva, in un'atmosfera religiosa, anche parte delle sculture originali della Cattedrale di Friburgo in Brisgovia. La British Guild of Travel Writers dichiaró nel 2010 l'Augustinermuseum come una delle nuove e maggiori attrazioni turistiche del mondo.

## Storia
Nel 1909 Rudolf Schmidt concepisce l'idea di allestire il museo nell' ex convento degli agostiniani, la cui chiesa era allora utilizzata come teatro, ma i lavori di ristrutturazione dovettero interrompersi a causa della prima guerra mondiale. A partire dal 1919 ripresero le attività e l'inaugurazione ci fu nel novembre del 1923. Nel 2004 venne deciso un ulteriore ammodernamento e il museo riaprí al pubblico nel marzo 2010. Ancora oggi, alcune parti dell'edificio sono sottoposte a restauro che terminerá nel 2020, quando la citta'festeggera'900 anni di storia.
Il complesso comprende, ora, un chiostro su cui si affaccia il bar del museo e la ex chiesa, che è stata adattata ad ospitare le opere, tra cui due sale che accolgono mostre temporanee. Una sede distaccata dell'Augustinermuseum è il museo civico sulla storia della città (Museum für Stadtgeschichte, Wentzingerhaus) che si trova nella piazza della Cattedrale.

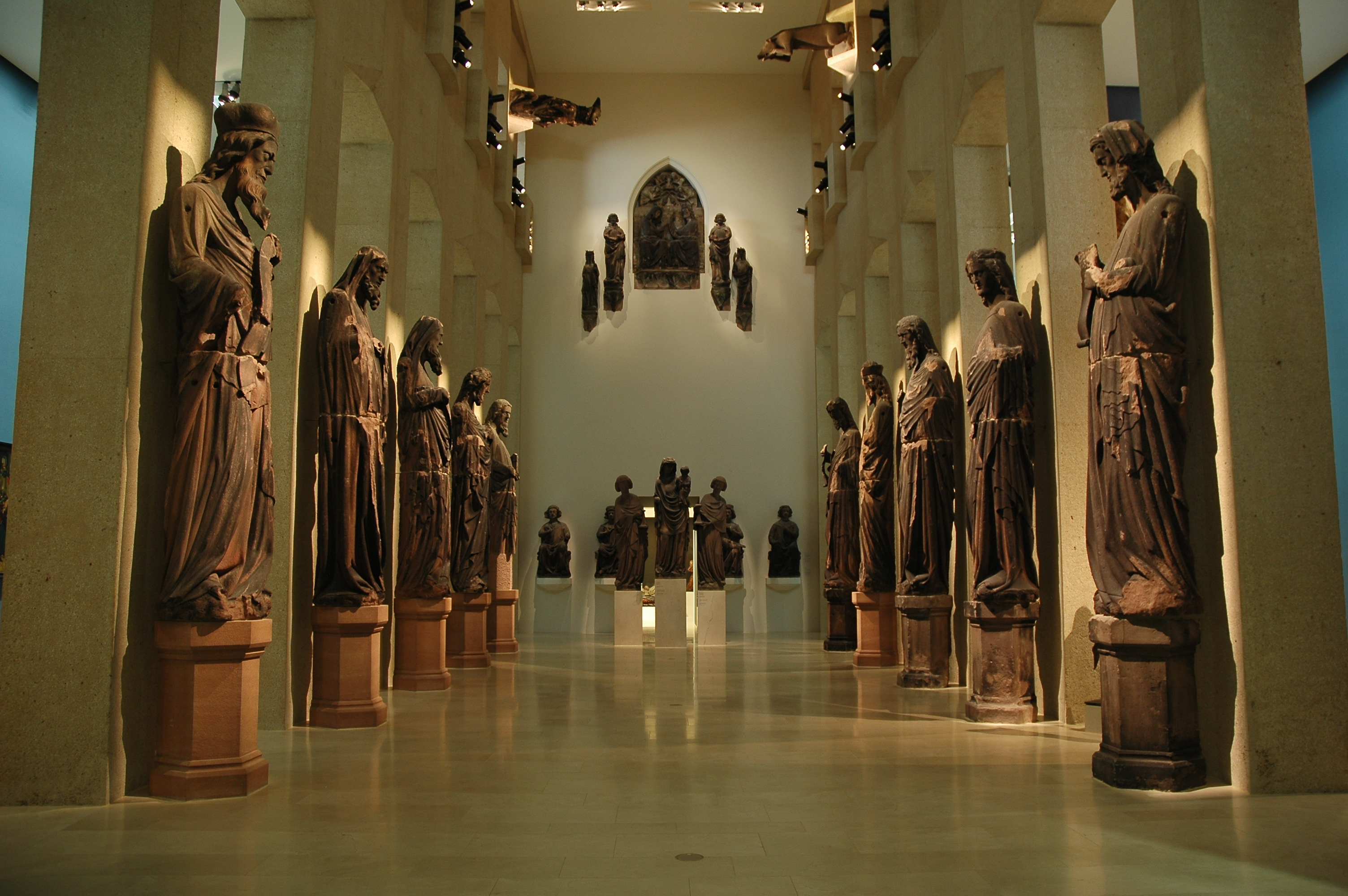
sala delle sculture

## La collezione
Nella parte ovest dell'edificio è stato ricavato l'ingresso principale che si affaccia sulla piazza Augustiner.
Nella navata dell'antica chiesa sono esposte le sculture della cattedrale, localizzate cercando di ricordare il loro luogo originale. I doccioni o gargoyl, che rimandano a diverse allegorie, si possono vedere camminando sulla galleria al secondo piano, che si affaccia anche sulla sala interna. 
Nelle navatelle sono esposte tavole dipinte e sculture lignee provenienti da diverse diocesi della Foresta Nera, si creano così piccoli gabinetti d'arte con dipinti di Matthias Grünewald, Lucas Cranach il Vecchio, Martin Schaffner e Hans Baldung Grien. Nei piani intermedi si possono ammirare da vicino alcune vetrate provenienti dalla cattedrale, al calare del sole sono visibili anche dall'esterno del museo.

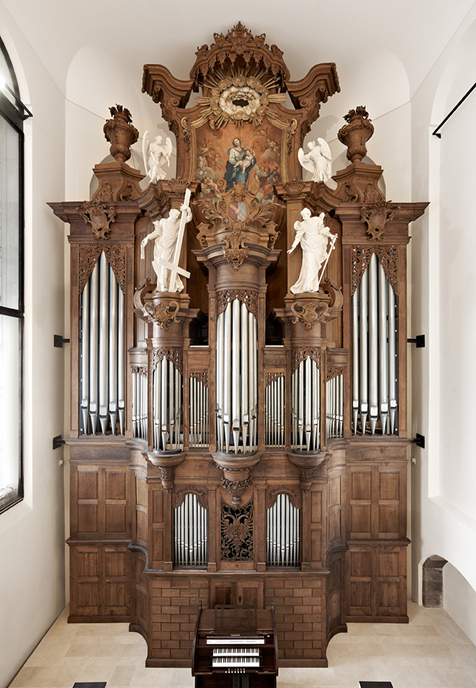
l'organo

Nell'ex coro della chiesa è stato montato un organo che risale al XVII secolo e che proviene dal convento Gengenbach. Durante le guide specialistiche si può vedere lo strumento anche dall'interno, infatti, durante i lavori di restauro, è stata costruita una scala interna che può ospitare fino a dieci persone. Ogni sabato mattina, pagando solo l'ingresso del museo, si può godere del concerto d'organo. All'interno di piccole nicchie sono visibili altari, reliquie e sculture barocche.
Nel sottotetto si racchiude la collezione di dipinti del XIX secolo tra cui le opere di Franz Xaver Winterhalter, Hans Thoma e Anselm Feuerbach che si sono dedicati alla pittura di paesaggio, ritratti e temi religiosi. Un'altra opera degna di nota é un pianoforte meccanico automatico della ditta Welte-Mignon, capace di una riproduzione autentica di brani musicali per piano. Questo strumento venne introdotto sul mercato, nel 1905, con il nome di Mignon, e poco più tardi con il nome pianoforte meccanico Welte-Mignon. Lo strumento impiegava, come supporto sonoro, strisce perforate di carta chiamato rullo di carta per note o rullo per pianoforte. Regolari eventi permettono ai visitatori di ascoltare e vedere come funziona lo strumento conservato nel museo e datato 1920.
La ricca collezione di arte grafica, disegni, stampe, (70.000 esemplari) e monete non sono visibili, ma alcune opere saranno esposte a partire da settembre 2016.
Esemplari della collezione:
Sculture originali della cattedrale in stile gotico.
Collezione di arazzi che fa parte della raccolta di opere tessili dell'età moderna.
Opere di Hans Baldung Grien, Lucas Cranach il Vecchio, Matthias Grünenwald, Martin Schaffener.
Dipinti di Anselm Feuerbach, Franz Xaver Winterhalter e Hans Thoma, quest'ultimi due sono nativi della regione.
Collezione di disegni e stampe, importanti vetrate della cattedrale.

## Mostre Temporanee
La mansarda, insieme al piano interrato, è utilizzata per esporre le opere delle mostre temporanee che si svolgono regolarmente, toccando temi differenti.
Attualmente è in corso: "Franz Xaver Winterhaler" dal 28 novembre 2015 fino al 20 marzo 2016. Seguirá poi:
"Niederländische Moderne" dal 16 luglio 2016 al 3 ottobre 2016.
"Hans Baldung Grien"Holzschnitt dal 24 settembre al 10 gennaio 2017
"Nationalsozialismus in Freiburg" dal 26 novembre 2016 al 10 ottobre 2017